# Fredrik Andersson Hed
Fredrik Andersson Hed (Halmstad, 20 gennaio 1972 – Halmstad, 24 ottobre 2021) è stato un golfista svedese.
Ha iniziato a giocare a golf all'età di dieci anni e, da dilettante, si è imposto nell'European Young Masters e ha rappresentato la sua nazione nella Coppa del Mondo a squadre.
È morto di cancro nel 2021.

## Vittorie professionali (3)

### European Tour vittorie (1)
| No. | Data          | Torneo       | Punteggio di vittoria | Margine | Secondo      |
| --- | ------------- | ------------ | --------------------- | ------- | ------------ |
| 1   | 9 maggio 2010 | Italian Open | −16 (70-66-63-73=272) | 2 colpi | David Horsey |

### Challenge Tour vittorie (2)
| No. | Data            | Torneo                         | Punteggio di vittoria | Margine | Secondo              |
| --- | --------------- | ------------------------------ | --------------------- | ------- | -------------------- |
| 1   | 8 agosto 1993   | Toyota Danish PGA Championship | −6 (67-71-69=207)     | 2 colpi | Rikard Strångert (a) |
| 2   | 15 ottobre 2000 | Le Touquet Challenge de France | −11 (71-68-68-70=277) | Playoff | Carlos Rodiles       |

Challenge Tour playoff record (1–0)
| No. | Anno | Torneo                         | Sfidante       | Risultato                             |
| --- | ---- | ------------------------------ | -------------- | ------------------------------------- |
| 1   | 2000 | Le Touquet Challenge de France | Carlos Rodiles | Vinto con par alla seconda buca extra |